# Прикладники (пункт контролю)
51°55′22.9″ пн. ш. 25°50′40″ сх. д. / 51.923028° пн. ш. 25.84444° сх. д.
Прикла́дники — пункт пропуску через державний кордон України на кордоні з Білоруссю.
Розташований у Рівненській області, Зарічненський район, поблизу однойменного села на автошляху Р76. З білоруського боку знаходиться пункт пропуску «Невель» на трасі Р147 у напрямку Пінська.
Вид пункту пропуску — автомобільний. Статус пункту пропуску — міждержавний.
Характер перевезень — пасажирський, вантажний.
Окрім радіологічного, митного та прикордонного контролю, пункт пропуску «Прикладники» може здійснювати фітосанітарний, ветеринарний, екологічний контроль та контроль Служби міжнародних автомобільних перевезень.
Пункт пропуску «Прикладники» входить до складу митного посту «Дубровиця» Рівненської митниці. Код пункту пропуску — 20401 02 00 (21).